# Eurois
Eurois is een geslacht van nachtvlinders uit de familie Noctuidae

## Soorten
- E. astricta Morrison, 1874
- E. docilis Grote, 1883
- E. nigra Smith, 1894
- E. occulta Linnaeus, 1758 - grote bosbesuil
- E. praefixa Morrison, 1875

## Bron
- Natural History Museum Lepidoptera genus database